# Franke (azienda)
La Franke Holding è una società svizzera che produce sistemi per cucine domestiche e professionali, elettrodomestici. Il proprietario Michael Pieper è considerato dalla rivista Forbes uno dei dieci uomini più ricchi della Svizzera.
L'azienda è divisa nei settori Franke Kitchen Systems, Franke Foodservice Systems, Franke Water Systems and Franke Coffee Systems. Franke Kitchen Systems è leader mondiale in lavandini, cappe, rubinetterie, elettrodomestici, forni etc.). Franke Foodservice fornisce la ristorazione aziendale, Franke Water Systems produce sistemi sanitari per luoghi pubblici e la Franke Coffee Systems produce macchine da caffè.

## Storia
Nel 1911 il magnano Hermann Franke fonda a Rorschach (Svizzera) un'officina. Negli anni '20 si sviluppa nell'installazioni di sistemi sanitari. Franke inizia la fabbricazione di diffusori di calore per stufe, finestre per sottotetti e abbaini.
Negli anni '30 inizia a produrre in materiali come il nickel, e più tardi con acciaio inossidabile. Franke costruisce in quel periodo la nuova sede a Aarburg. Inizierà la produzione serie dei prodotti in acciao inox di lavelli da cucina senza saldatura.
Hermann Franke muore il 25 gennaio 1939. Il figlio Walter Franke prenderà la guida della società. Durante la seconda guerra mondiale mancherà il materiale per la fabbricazione dei prodotti. Nel dopoguerra Franke inizierà a fabbricare cucine complete ed inizierà l'esportazione al di fuori della Svizzera.
Nel 1989 Michael Pieper ne diventerà il proprietario. Seguiranno acquisizioni varie di società affini, creando la holding attuale.